# هايد اند (باركشير)
هايد اند (بالإنجليزية: Hyde End, Berkshire)‏ هي قرية تقع في المملكة المتحدة في جنوب شرق إنجلترا.